# ديفيد أنتوني سميث
ديفيد أنتوني سميث (1 سبتمبر 1957 في أستراليا - ) (بالإنجليزية: David Anthony Smith)‏ هو لاعب كريكت أسترالي. لعب مع فريق تسمانيا للكريكت.

## وصلات خارجية
- ديفيد أنتوني سميث على موقع إي آس بي آن كريك إنفو (الإنجليزية)